# Władysław Wasiluk
Władysław Wasiluk (ur. 19 lutego 1926 w Łysowie, zm. 28 stycznia 2009 w Warszawie) – polski inżynier energetyk, prof. dr. hab. inż. Wydziału Elektrycznego Politechniki Warszawskiej.

## Życiorys

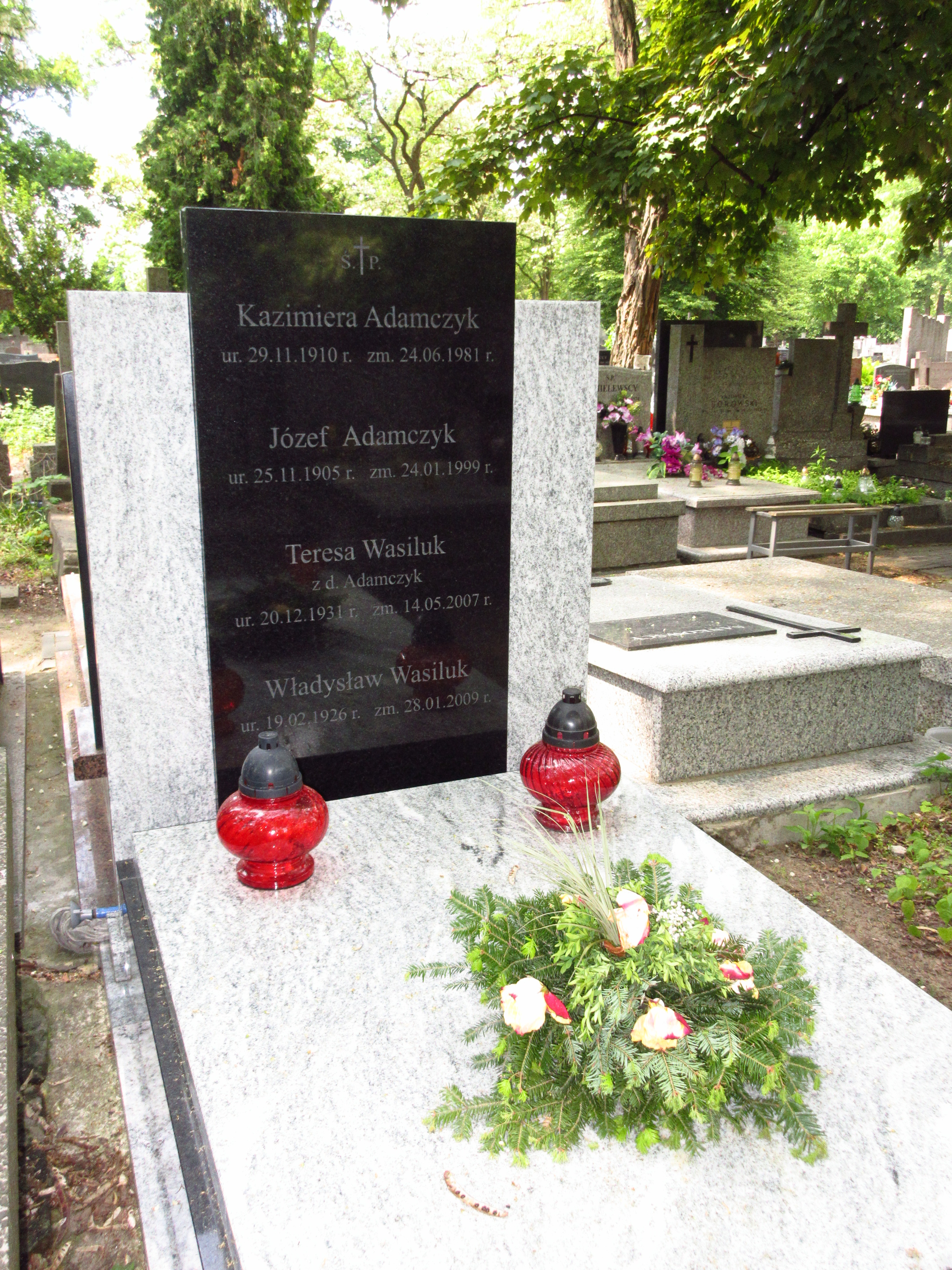
Grób profesora Władysława Wasiluka na cmentarzu Bródnowskim

Podczas II wojny światowej uczestniczył w życiu konspiracyjnym w szeregach Batalionów Chłopskich, równocześnie był uczniem tajnego gimnazjum i liceum w Siedlcach. W 1945 złożył egzamin maturalny i rozpoczął studia na Wydziale Elektrycznym Politechniki Łódzkiej, po roku przeniósł się na ten sam kierunek, ale na Politechnice Warszawskiej. Już podczas studiów rozpoczął pracę wykładowcy w Państwowym Ośrodku Szkolenia Zawodowego, po uzyskaniu tytułu magistra w 1950 rozpoczął pracę projektanta w Biurze Projektów Budownictwa Przemysłowego. Po czterech latach zmienił miejsce pracy, został starszym inspektorem nadzoru technicznego w Warszawskim Przedsiębiorstwie Inspekcji Inwestycyjnej, pracował tam dwa lata. W 1956 Władysław Wasiluk został powołany na stanowisko starszego asystenta w Katedrze Elektrotechniki Politechniki Warszawskiej, równocześnie pracował jako weryfikator w Biurze Projektów Ceramiki, po trzech latach został kierownikiem pracowni w Biurze Projektów Przemysłu Paszowego, a następnie na stanowisku starszego projektanta w Wojewódzkim Biurze Projektów. Od 1964 był członkiem, a przez dwa lata ekspertem Towarzystwa Naukowego Ekspertów Budownictwa w Polsce, równocześnie był rzeczoznawcą ds. eksportu w PP "Polcargo" oraz rzeczoznawcą w Izbie Rzeczoznawców SEP. W 1965 przedstawił pracę doktorską i uzyskał stopień doktora nauk technicznych, po obronie pracy habilitacyjnej w 1969 otrzymał etat docenta w Zakładzie Napędów Elektrycznych i Sterowania Instytutu Maszyn Roboczych Ciężkich Wydziału Samochodów i Maszyn Roboczych oraz w Instytucie Elektroenergetyki Wydziału Elektrycznego Politechniki Warszawskiej. W 1970 został profesorem, a także zastępcą dyrektora Instytutu. Przewodniczył Centralnemu Kolegium Sekcji Energetyki Przemysłowej oraz Izbie Rzeczoznawców SEP, od 1977 był aktywnym członkiem Polskiego Towarzystwa Elektrotechniki Teoretycznej i Stosowanej, które nadało mu w 1999 tytuł członka honorowego. Od 1978 przez trzy lata zajmował stanowisko wicedyrektora ds. nauczania w Instytucie Elektroenergetyki Politechniki Warszawskiej. Od 1989 do 1991 pełnił funkcję dyrektora Instytutu Elektrotechniki Politechniki Świętokrzyskiej w Kielcach. W 2006 otrzymał tytuł honorowego członka SEP.
Został pochowany na cmentarzu Bródnowskim (kw. 61E, rząd 3, grób 22).

## Publikacje (wybrane)
- Napędy i sterowanie elektryczne maszyn roboczych ciężkich /1975/;
- Maszyny i urządzenia elektryczne /1976/, współautor A. Bieniek;
- Wybrane zagadnienia z przemysłowych urządzeń elektroenergetycznych /1977/;
- Urządzenia i sieci elektroenergetyczne w zakładach przemysłowych /1989/, współautor T. Sutkowski;
- Poradnik inżyniera elektryka 3 tomy.

## Odznaczenia
- Krzyż Komandorski Orderu Odrodzenia Polski
- Krzyż Kawalerski Orderu Odrodzenia Polski
- Złoty Krzyż Zasługi z Mieczami
- Medal 40-lecia Polski Ludowej
- Medal Komisji Edukacji Narodowej